# Beccariophoenix alfredii
Beccariophoenix alfredii är en enhjärtbladig växtart som beskrevs av Rakotoarin., Ranariv. och John Dransfield. Beccariophoenix alfredii ingår i släktet Beccariophoenix och familjen Arecaceae. IUCN kategoriserar arten globalt som sårbar.
Artens utbredningsområde är Madagaskar. Inga underarter finns listade i Catalogue of Life.

## Bildgalleri

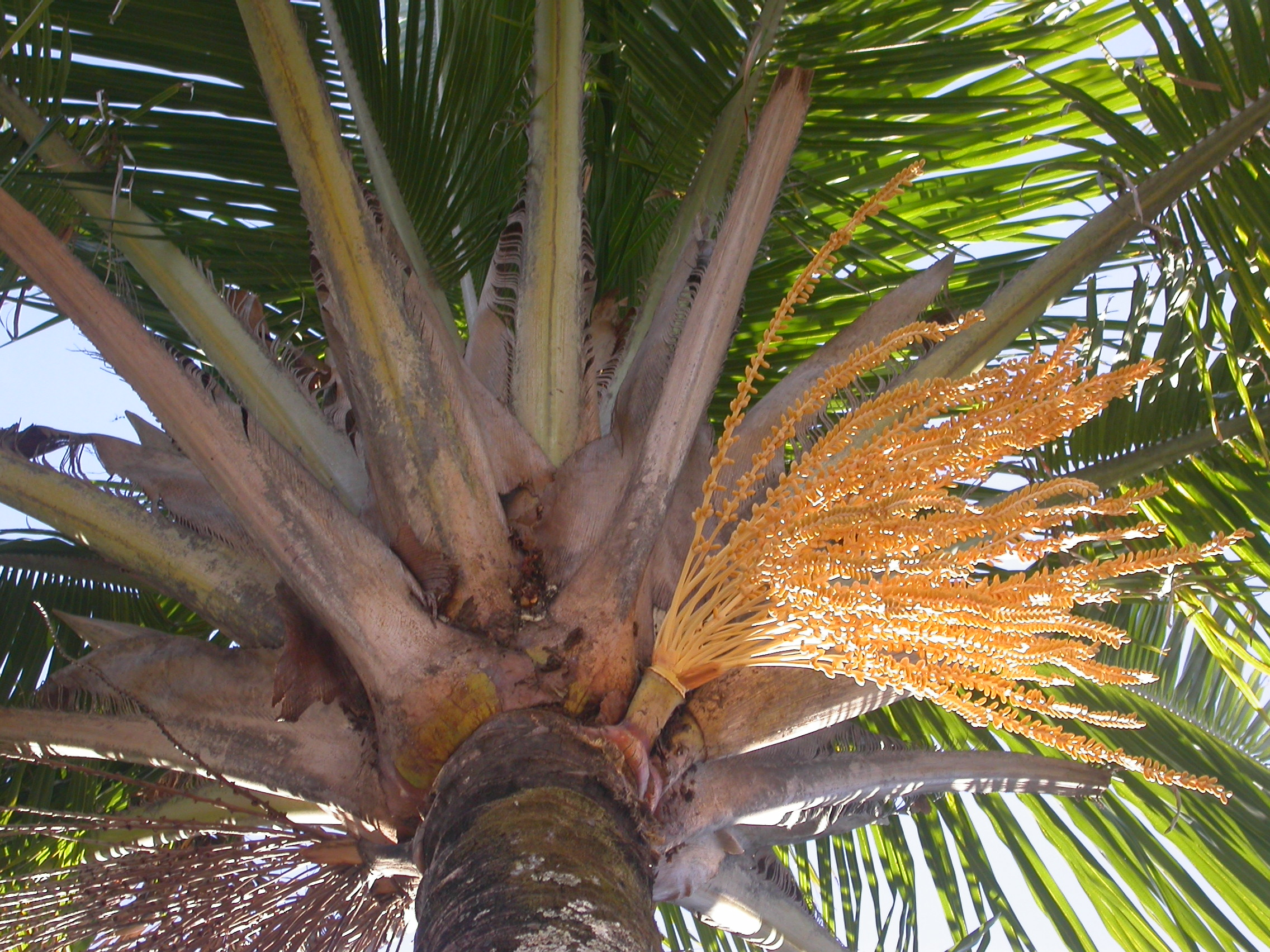
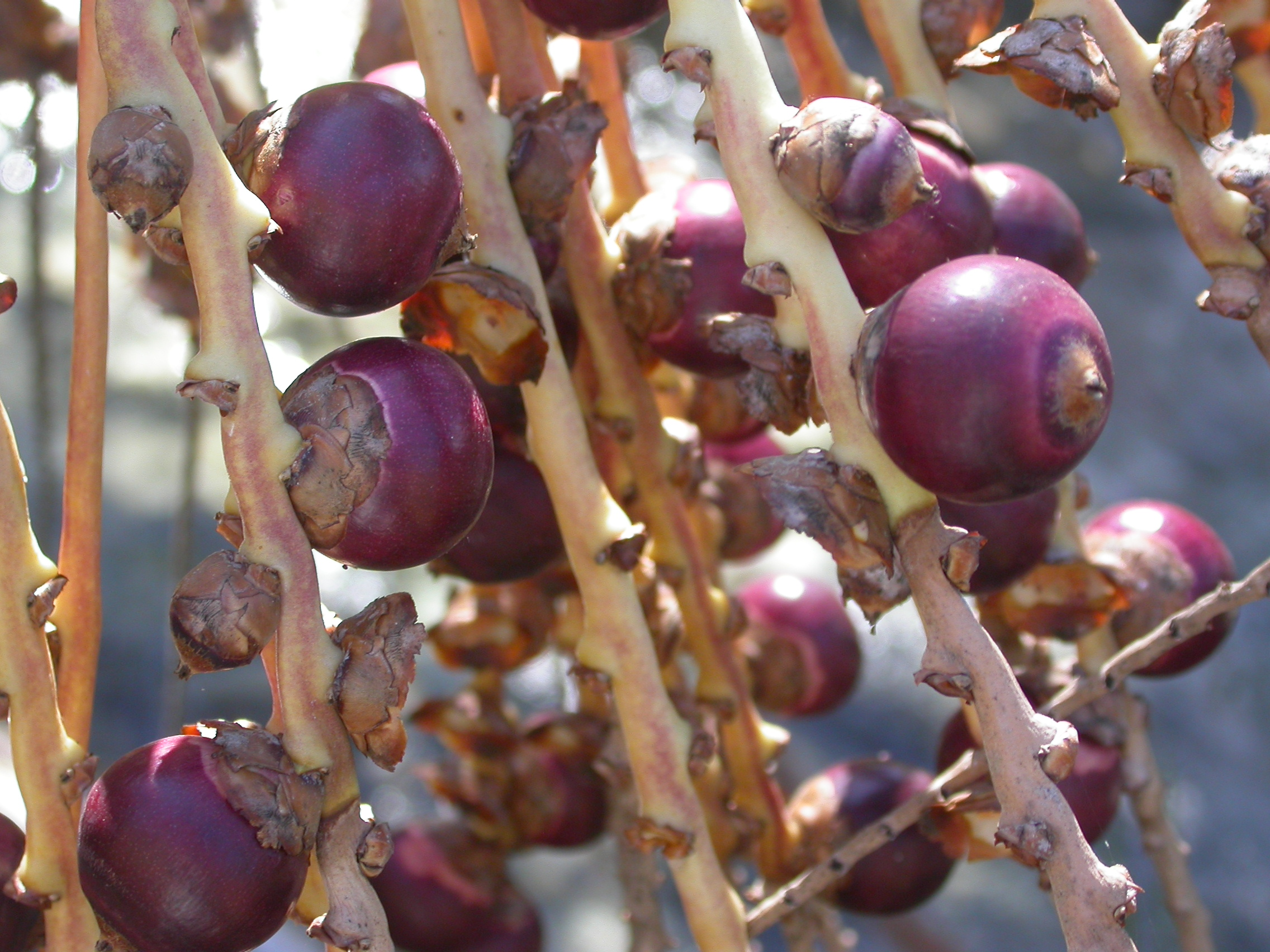
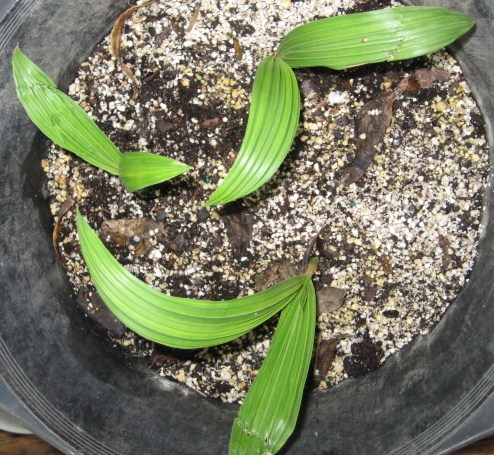